# Zdzisław Witos
Zdzisław Franciszek Witos (ur. 29 stycznia 1955 w Woli Karczewskiej) – podpułkownik dyplomowany Wojska Polskiego.

## Życiorys
Służbę w Wojsku Polskim rozpoczął w 1975 roku jako podchorąży Oficerskiej Szkoły Artylerii Przeciwlotniczej w Koszalinie. W 1979 r. rozpoczyna służbę w WSOW OPL, a od 1985 r. obejmuje stanowisko Starszego instruktora Cyklu Taktyki. W latach 1985–1988 studiował w Akademii Obrony Przeciwlotniczej w Kijowie (ZSRR).  Po powrocie ze studiów dalej pełni służbę w WSOW OPL jako wykładowca. W 1991 roku obejmuje obowiązki zastępcy dowódcy do spraw liniowych 55 Pułku Artylerii Przeciwlotniczej. W 1994 roku objął dowodzenie 10 batalionem radiotechnicznym, a w 1996 roku został dowódcą Stanowiska Dowodzenia Szefostwa Wojsk OPL Pomorskiego Okręgu Wojskowego. W marcu 1997 r. objął stanowisko dowódcy 55 Pułku  Przeciwlotniczego w Szczecinie.

## Awanse
- podporucznik – 1979
- porucznik –
- kapitan –
- major –
- podpułkownik –

## Odznaczenia
- Brązowy Krzyż Zasługi[2]
- Srebrny Medal "Siły Zbrojne w Służbie Ojczyzny"
- Srebrny  Medal "Za Zasługi dla Obronności Kraju"